# Eureka Tower
Eureka Tower là một tòa nhà chọc trời được dùng làm khu căn hộ ở thành phố Melbourne, Úc. Công trình bắt đầu được xây dựng tháng 8 năm 2002 và hoàn thành ngày 1 tháng 6 năm 2006. Nó được thiết kế bởi công ty thiết kế Fender Katsalidis và do công ty Grocon xây dựng. Đây là tòa nhà cao thứ 2 ở Úc sau Q1, tuy vậy Eureka Tower có 91 tầng trong khi Q1 chỉ có 80 tầng, đặc điểm chung của hai tòa nhà là chúng đều được sử dụng làm khu căn hộ.

## Hình ảnh

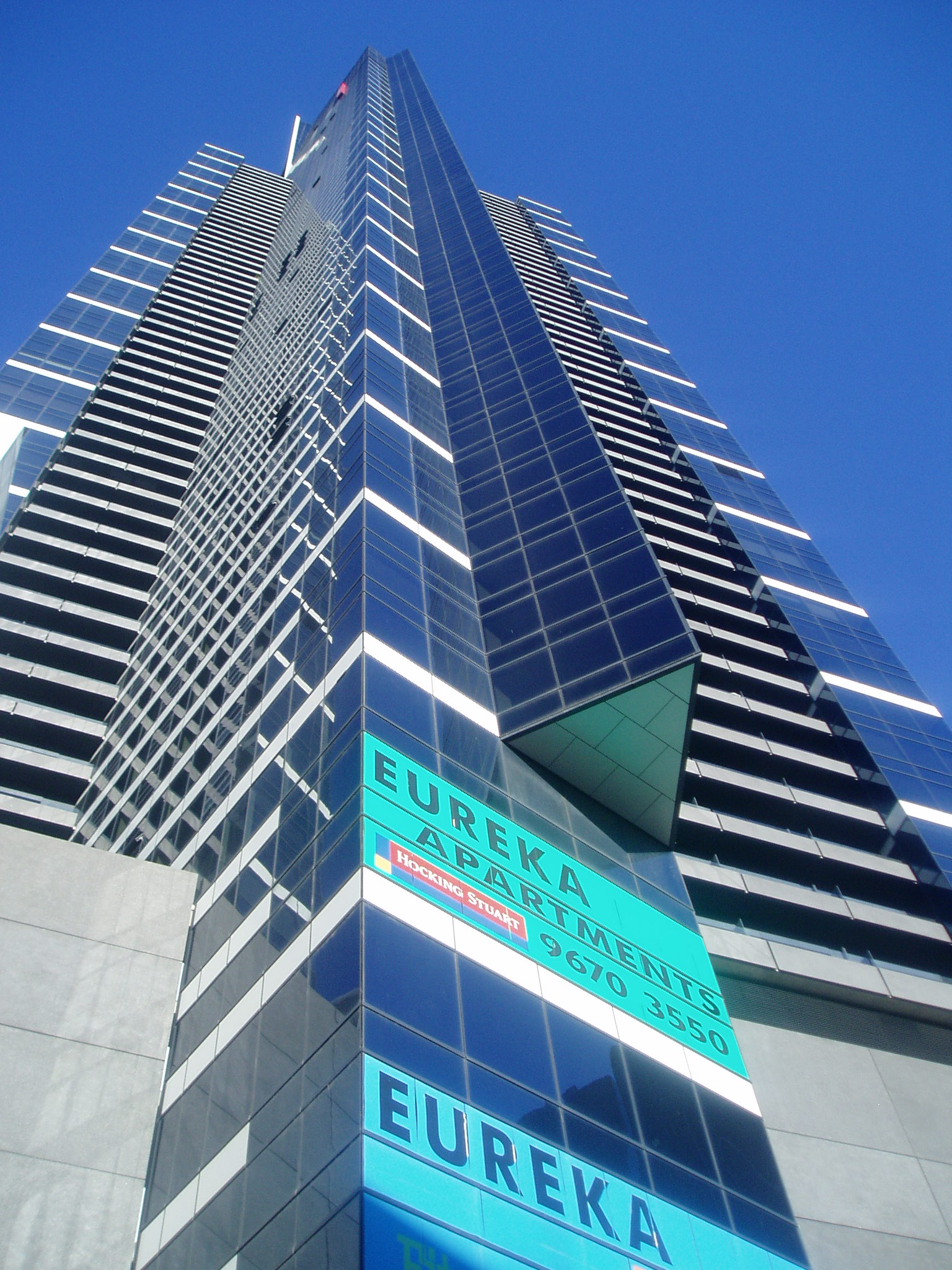
Cận cảnh tòa nhà
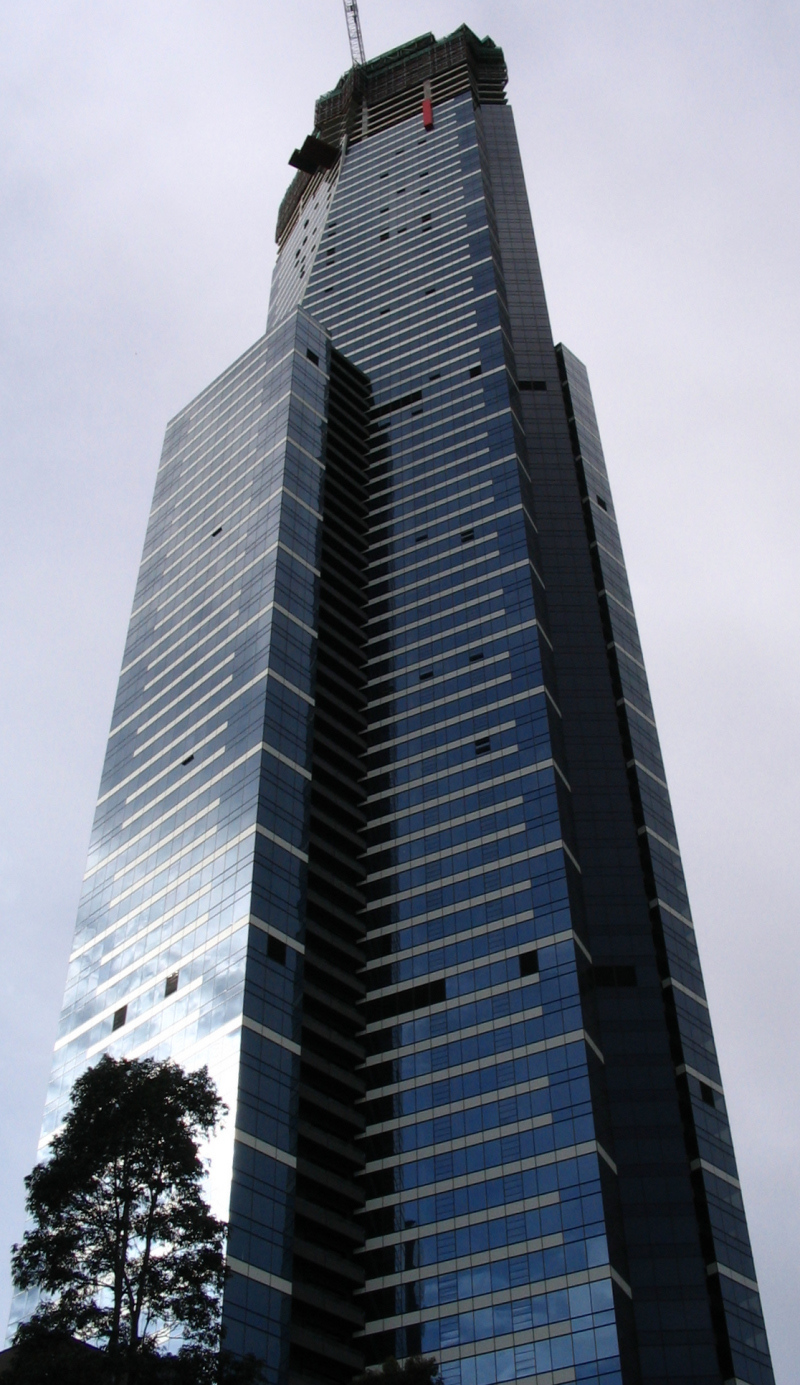
Eureka Tower trong quá trình xây dựng
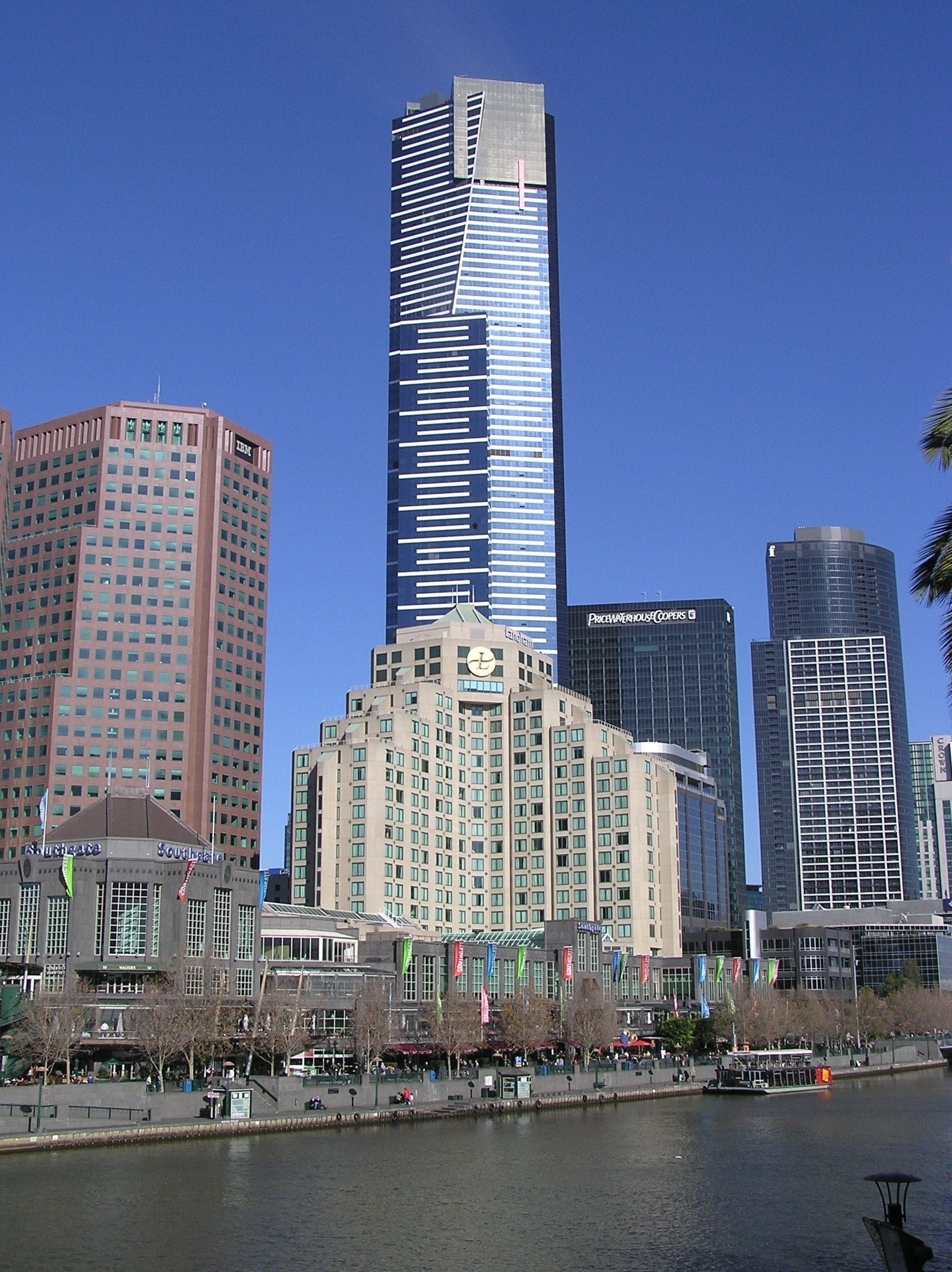
Nhìn từ bờ Nam